# Сороковка (фильм)
Сороковка (англ. City 40) — документальный фильм 2016 года, режиссёр Самира Гётшель. В программе использованы кадры со скрытых камер и российские архивные материалы, а также современные интервью, которые звучат на русском языке и снабжены субтитрами на английском языке. В 2017 году фильм был номинирован на премию «Эмми» в категории «Новости и документальное кино». 

## Сюжет
Фильм рассказывает о жизни жителей города Озёрска Челябинской области, также известного как Челябинск-40. Город находится недалеко от ПО «Маяк» — места зарождения советской ядерной программы, а также места Кыштымской катастрофы. Город был построен по чертежам, украденным у Соединённых Штатов, которые создали свои собственные секретные атомные города. Жители Озёрска верят, что спасают мир. Они отгорожены заборами из колючей проволоки и тщательно охраняемыми воротами, но имеют более чем средний доступ к продуктам питания и другим товарам, которых нет у граждан за пределами города.
На «Маяке» хранится около пятидесяти тонн оружейного плутония и 38 тонн обогащённого урана. По состоянию на 2016 год завод производит радиоактивные изотопы медицинского и космического назначения, однако остальная его деятельность охраняется государством. Радиоактивные отходы с завода были небезопасно сброшены в близлежащие озеро Иртяш и реку Теча, в результате чего образовались одни из самых загрязнённых водоёмов в мире, а изотопы достигли даже Северного Ледовитого океана. Ни Маяк, ни Озёрск не присутствовали на государственных картах до распада Советского Союза.
В документальный фильм включены интервью у местных жителей и других людей. Надежда Кутепова, адвокат и активистка движения за гражданские права из Озёрска, чьи убеждения изменились от мысли, что город выполняет свой патриотический долг перед государством, на понимание, что город сталкивается с экологическим ущербом, наносимым радиоактивными отходами; защищает своих сограждан, пострадавших от радиации. Владимир Кузнецов, сотрудник Российской корпорации по атомной энергии, рассказывает о том, как усиленно охраняется завод. Журналисты, учёные и другие интервьюируемые, некоторые из которых скрывают свои лица, рассказывают о жизни на фабрике и в городе, а также о том, как члены их семей страдали от ранней смерти из-за ненадлежащего обращения с радиоактивными веществами.
В эпилоге рассказывается о том, как Кутепова и её семья позже покинули этот район и получили убежище во Франции после преследований со стороны российского правительства за её деятельность. В фильме также перечислен ряд секретных городов прошлого и настоящего по всему миру.

## Производство
14 июня 2016 года в клубе Frontline Club прошёл показ фильма и сессия вопросов и ответов с Гётшель и журналистом Люком Хардингом. Гётшель сообщила, что она и её команда находились в санатории за пределами Озёрска и пытались связаться с местными жителями, чтобы получить доступ. Съёмочная группа и общавшиеся с ними местные жители подвергались риску смерти. Гётшель сказала: «Им сказали, что их убьют. Но потом раздался щелчок, который заставил их решиться заговорить. Самым важным было то, что они знали, что рискуют своей жизнью. Они думали, что мы всё равно умрем, и по какой-то причине они мне доверяли».